# King Hill
King Stuart Hill (Hamilton, 8 novembre 1936 – 14 luglio 2012) è stato un giocatore di football americano e allenatore di football americano statunitense che ha militato nel ruolo di quarterback nella National Football League (NFL). Fu la prima scelta assoluta del Draft NFL 1958 da parte dei Chicago Cardinals. Al college giocò a football alla Rice University.

## Carriera
Mason fu scelto come primo assoluto dai Chicago Cardinals nel Draft 1958. Rimase coi Cardinals, nel frattempo trasferitisi a St. Louis, fino alla stagione 1960, dopo di che trascorse otto stagioni coi Philadelphia Eagles, prima di passare un'annata con i Minnesota Vikings e concludere la carriera tornando ai Cardinals.
Smessi i panni del giocatore, fu il coordinatore offensivo degli Houston Oilers (1970–1980), contribuendo allo sviluppo di Earl Campbell, e dei New Orleans Saints (1981–1986).

## Palmarès
- All-American (1957)